# Bhairab River
Bhairab River (bengali: Bhairab) är ett vattendrag i Bangladesh.   Det ligger i provinsen Khulna, i den södra delen av landet, 130 kilometer sydväst om huvudstaden Dhaka.
Trakten runt Bhairab River består till största delen av jordbruksmark. Runt Bhairab River är det tätbefolkat, med 849 invånare per kvadratkilometer.